# Гантінгбург (Індіана)
Гантінгбург (англ. Huntingburg) — місто (англ. city) в США, в окрузі Дюбойс штату Індіана. Населення — 6362 особи (2020).

## Географія
Гантінгбург розташований за координатами 38°18′3″ пн. ш. 86°57′43″ зх. д. / 38.30083° пн. ш. 86.96194° зх. д. (38.300925, -86.961909).  За даними Бюро перепису населення США в 2010 році місто мало площу 13,66 км², з яких 13,11 км² — суходіл та 0,55 км² — водойми.

## Демографія
Згідно з переписом 2010 року, у місті мешкало 6057 осіб у 2334 домогосподарствах у складі 1554 родин. Густота населення становила 443 особи/км².  Було 2492 помешкання (182/км²).
Расовий склад населення:
| - 87,3 % — білих - 0,5 % — чорних або афроамериканців - 0,3 % — азіатів - 0,2 % — корінних американців - 9,9 % — осіб інших рас |

До двох чи більше рас належало 1,8 %. Частка іспаномовних становила 18,5 % від усіх жителів.
За віковим діапазоном населення розподілялося таким чином: 27,9 % — особи молодші 18 років, 58,6 % — особи у віці 18—64 років, 13,5 % — особи у віці 65 років та старші. Медіана віку мешканця становила 35,1 року. На 100 осіб жіночої статі у місті припадало 91,2 чоловіків;  на 100 жінок у віці від 18 років та старших — 91,2 чоловіків також старших 18 років.
Середній дохід на одне домашнє господарство  становив 51 070 доларів США (медіана — 41 578), а середній дохід на одну сім'ю — 61 715 доларів (медіана — 49 412). Медіана доходів становила 37 754 долари для чоловіків та 30 573 долари для жінок. За межею бідності перебувало 22,2 % осіб, у тому числі 26,7 % дітей у віці до 18 років та 17,5 % осіб у віці 65 років та старших.
Цивільне працевлаштоване населення становило 2987 осіб. Основні галузі зайнятості: виробництво — 38,8 %, освіта, охорона здоров'я та соціальна допомога — 16,8 %, роздрібна торгівля — 13,3 %.